# ماشط (بعدان)

تعديل مصدري - تعديل

ماشط محلة تابعة لقرية مودن، التابعة لعزلة حيسان بمديرية بعدان إحدى مديريات محافظة إب في الجمهورية اليمنية، بلغ تعداد سكانها 80 حسب تعداد اليمن لعام 2004.